# 瓦利尼亚
瓦利尼亚（法語：Valignat，法語發音：[valiɲa]）是法国阿列省的一个市镇，位于该省南部，属于维希区。

## 地理
瓦利尼亚（46°10'36"N, 3°4'31"E）面积2.32 平方千米，位于法国奥弗涅-罗讷-阿尔卑斯大区阿列省，该省份为法国中部省份，北起涅夫勒省、西北接谢尔省，西南至克勒兹省，南至多姆山省，东南临卢瓦尔省，东临索恩-卢瓦尔省。
与瓦利尼亚接壤的市镇（或旧市镇、城区）包括：贝勒纳沃、纳沃、叙萨、沃斯、维克。

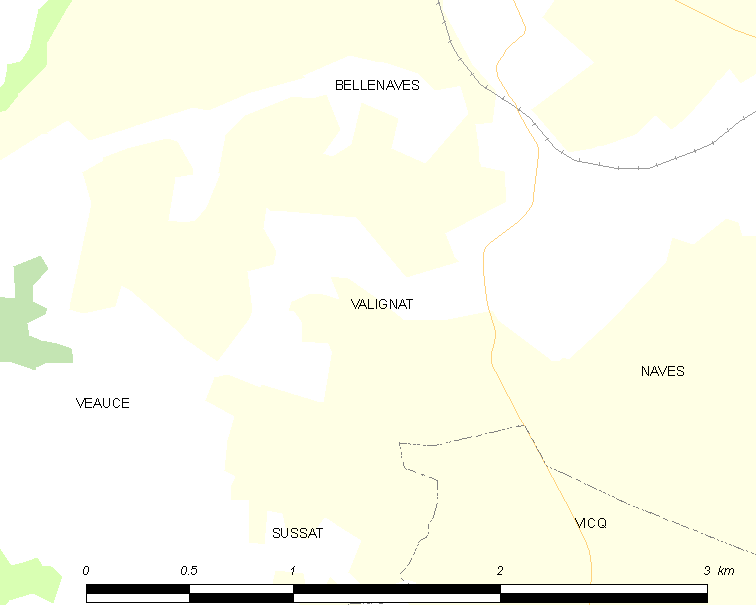
瓦利尼亚的OSM定位图

瓦利尼亚的时区为UTC+01:00、UTC+02:00（夏令时）。

## 行政
瓦利尼亚的邮政编码为03330，INSEE市镇编码为03295。

## 政治
瓦利尼亚所属的省级选区为加纳县。

## 人口

1962-2008年间瓦利尼亚人口变化图示

瓦利尼亚于2022年1月1日时的人口数量为65人。